# Jaroslavská gubernie

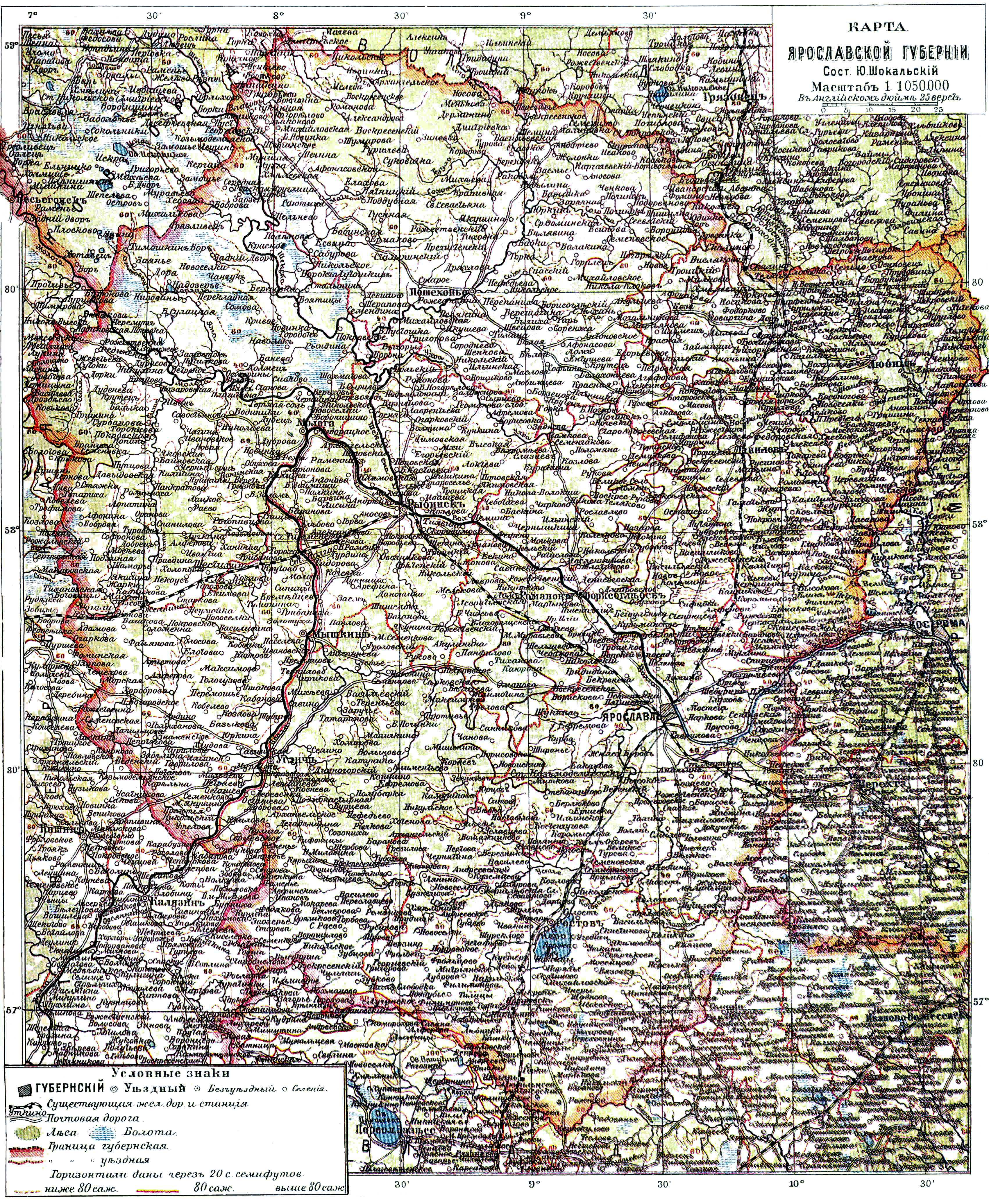
Mapa Jaroslavské gubernie

Jaroslavské gubernie (rusky Ярославская губерния) byla jedna z gubernií carského Ruska zřízena v roce 1777. Nacházela se v severovýchodní části evropského Ruska na horním toku řeky Volhy. Gubernii předcházela jaroslavská provincie, která vznikla v soustavě petrohradské gubernie v roce 1719. Rozloha gubernie s 10 okresy byla 35 541 km² a údaj z roku 1905 o počtu obyvatel hovoří o 1 166 800 obyvatelích. Hlavním městem gubernie bylo město Jaroslavl.